# Обыкновенная морская собачка

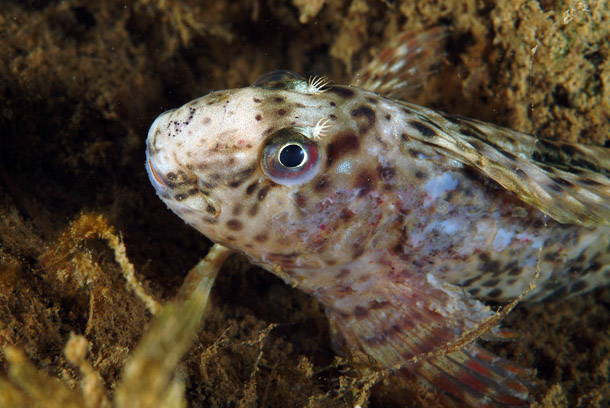

Обыкновенная морская собачка (лат. Parablennius sanguinolentus) — морская рыба семейства собачковых отряда окунеобразных. Наиболее обычный вид собачковых в Чёрном море.

## Описание
Общая длина тела достигает до 23 см, но обычно около 12,5 см. Спина и бока у неё зеленоватые, серо-желтоватые или оливковые с черными пятнами, брюхо желтоватое. В спинном плавнике 11 колючих и 21 мягких лучей. В анальном плавнике имеется 21 мягкий луч, жёстких нет. На голове над глазами расположены короткие нитевидно-разветвленные выросты или лопасти.

## Ареал и места обитания
Субтропическая демерсальная (донная) немигрирующая рыба. Ареал охватывает Чёрное море, пролив Босфор, Мраморное море, Средиземное море и прилегающую часть Атлантического океана от Бискайского залива до Сенегала и Марокко, острова Мадейра и Канарских островов. Обитает на прибрежных мелководьях литорали среди скал и камней, поросших нитевидными водорослями (цистозирой), где встречается круглый год.

## Питание
Обыкновенные морские собачки питаются почти исключительно прибрежными красными, бурыми и зелеными водорослями. Изредка в их желудках встречается и животная пища (моллюски, молодые крабы и бокоплавы), которая, по-видимому, не имеет для них существенного значения.

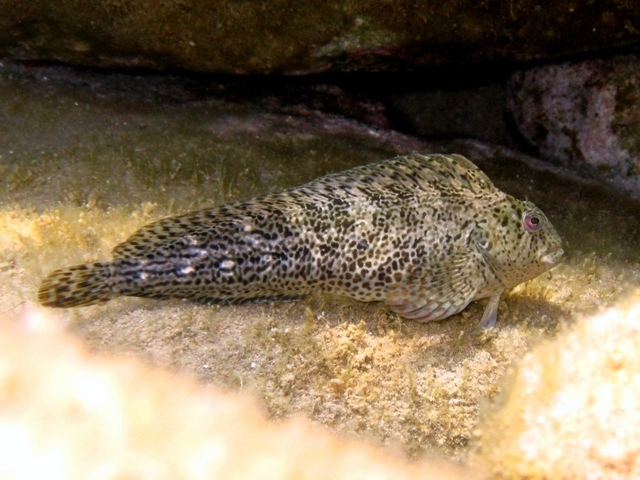

## Размножение
Нерест происходит в апреле—июне, иногда продолжаясь и в июле. Самки откладывают клейкую икру на нижнюю сторону прибрежных камней, или в пустые створки двустворчатых моллюсков (мидий и устриц). Самец охраняет кладку икры, которая развивается в течение 15—20 суток. Личинки и мальки ведут пелагический образ жизни.